# Lotus 100T
Chronologie des modèles (1988)
Lotus 99T Lotus 101
La Lotus 100T est la monoplace de Formule 1 engagée par l'écurie britannique Team Lotus dans le cadre du Championnat du monde 1988. Elle est pilotée par le Brésilien Nelson Piquet, champion du monde en titre et en provenance de l'écurie Williams F1 Team, et le Japonais Satoru Nakajima, qui effectue sa deuxième saison chez Lotus.

## Historique
La saison commence par deux troisièmes places de Nelson Piquet au Brésil et à Saint-Marin, alors que Satoru Nakajima marque son unique point de la saison au Brésil,.
Lors du Grand Prix de Monaco, Piquet se qualifie en onzième position, à 4,4 secondes de la pole position établie par Ayrton Senna, tandis que Nakajima, vingt-septième des qualifications, n'est pas autorisé à prendre le départ de la course, lors de laquelle son équipier abandonne dès le premier tour à la suite d'un accrochage avec l'Arrows A10B de Derek Warwick,. Au Mexique, un problème moteur contraint les deux pilotes Lotus à abandonner.
Après une quatrième place de Piquet au Canada, le Brésilien abandonne à la suite d'un tête-à-queue lors du Grand Prix de Détroit, alors que son équipier échoue à se qualifier après avoir réalisé le vingt-huitième temps, à 6,6 secondes de Senna et à 4 secondes de Piquet, auteur du huitième temps,. Il s'ensuit deux cinquièmes places de Piquet en France et en Grande-Bretagne,.
La deuxième moitié de saison est plus difficile pour Lotus. En effet, il faut attendre la onzième manche du championnat pour voir Piquet marquer des points : le Brésilien termine quatrième du Grand Prix de Belgique, profitant de la disqualification des deux Benetton B188 pour essence non conforme. Piquet montre ensuite sur la troisième marche du podium lors de la dernière course, en Australie, alors que son équipier abandonne au quarante-cinquième tour à la suite d'un accrochage avec la March 881 de Mauricio Gugelmin.
À l'issue de la saison, Team Lotus termine quatrième du championnat du monde des constructeurs avec 23 points. Piquet se classe sixième du championnat du monde des pilotes avec 22 points, tandis que Nakajima est seizième avec 1 point.

## Résultats en championnat du monde de Formule 1

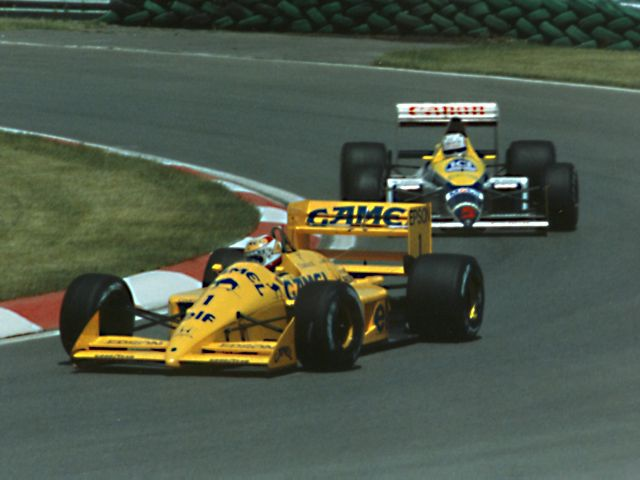
La Lotus 100T de Piquet devant la Williams FW12 de Mansell lors du Grand Prix du Canada 1988.

| Saison | Écurie                 | Moteur          | Pneus    | Pilotes         | Courses | Courses | Courses | Courses | Courses | Courses | Courses | Courses | Courses | Courses | Courses | Courses | Courses | Courses | Courses | Courses | Points inscrits | Classement |
| Saison | Écurie                 | Moteur          | Pneus    | Pilotes         | 1       | 2       | 3       | 4       | 5       | 6       | 7       | 8       | 9       | 10      | 11      | 12      | 13      | 14      | 15      | 16      | Points inscrits | Classement |
| ------ | ---------------------- | --------------- | -------- | --------------- | ------- | ------- | ------- | ------- | ------- | ------- | ------- | ------- | ------- | ------- | ------- | ------- | ------- | ------- | ------- | ------- | --------------- | ---------- |
| 1988   | Camel Team Lotus Honda | Honda RA168E V6 | Goodyear |                 | BRÉ     | SMR     | MON     | MEX     | CAN     | DET     | FRA     | GBR     | ALL     | HON     | BEL     | ITA     | POR     | ESP     | JAP     | AUS     | 23              | 4e         |
| 1988   | Camel Team Lotus Honda | Honda RA168E V6 | Goodyear | Nelson Piquet   | 3e      | 3e      | Abd     | Abd     | 4e      | Abd     | 5e      | 5e      | Abd     | 8e      | 4e      | Abd     | Abd     | 8e      | Abd     | 3e      | 23              | 4e         |
| 1988   | Camel Team Lotus Honda | Honda RA168E V6 | Goodyear | Satoru Nakajima | 6e      | 8e      | Nq      | Abd     | 11e     | Nq      | 7e      | 10e     | 9e      | 7e      | Abd     | Abd     | Abd     | Abd     | 7e      | Abd     | 23              | 4e         |

Légende : ici 